# Ascenseur de Ribeira
L'Elevador da Ribeira ou Elevador da Lada est un ascenseur public à Porto, au Portugal. Il relie le quartier de Ribeira, près du pont Dom Luís I jusqu'au milieu de la pente de Barredo, au moyen d'un ascenseur vertical et d'une passerelle.
Il a été conçu par l'architecte António Moura et son inauguration le 13 avril 1994 a été suivie par le président Mário Soares et d'autres dignitaires.
L'ascenseur est ouvert du lundi au vendredi de 08h00 à 20h00.